# Giallchad
Giallchad lub Giallchaid – legendarny zwierzchni król Irlandii z dynastii Milezjan (linia Eremona) w latach 561-552 p.n.e. Syn Oiliolla (Aililla) Olchaina, syna Sirny Saeglacha, zwierzchniego króla Irlandii.
Objął władzę w wyniku zabójstwa poprzednika i syna zabójcy swego dziadka, Elima I Olflinsnechty, w bitwie pod Comair Trí nUisce. Wziął jednego zakładnika od każdych pięciu ludzi w Munsterze. Panował przez dziewięć lat, gdy został zabity z ręki Arta Imlecha w Magh Muaidhe. Ten zemścił się za śmierć swego ojca arcykróla Elima I Ollfinsnechty oraz zajął zwierchni tron irlandzki. Giallchad pozostawił po sobie syna Nuadę Finnfaila, przyszłego zwierzchniego króla Irlandii.